# Hastings
För andra betydelser, se Hastings (olika betydelser).
Hastings (engelskt uttal: [ˈheɪstɪŋz]) är en kuststad i grevskapet East Sussex i sydöstra England. Staden är belägen vid Engelska kanalen på Englands sydkust. Tätorten (built-up area) hade 91 480 invånare vid folkräkningen år 2021.
Hastings är en känd fiskestad, men även en populär semesterort dit många turister reser för sol och bad. Stadens centrum är känd för sina smala gator och sina hus byggda i tudorstil. Över staden reser sig ruinen från den gamla borgen från Vilhelm Erövrarens tid.
Den är också känd för sin långa pir som byggdes 1872 och som blev ett populärt nöjes och musikställe för både gamla och unga.

## Historia
Orten grundades någon gång under den anglosaxiska tiden, möjligtvis på 700-talet. Hastings nämndes i Domedagsboken (Domesday Book) år 1086, och kallades då Hastinges. Staden är mest känd för slaget vid Hastings 1066 som medförde att normanderna erövrade England. Omkring år 1150 fick staden stadsrättigheter. När hamnen minskade på 1400-talet tappade staden mycket av sin betydelse som fiskestad.

## Vänorter
- Béthune, Frankrike
- Oudenaarde, Belgien